# Istočni kainji jezici
Istočni kainji jezici (privatni kod: ekai), istočna grana kainjskih jezika u Nigeriji. Obuhvaća (31) jezik. Predstavnici su: 
a. Amo (1): amo;
b. Sjeverni Jos (27; po novopm 28): 
b1. Jera (13): duguza (tunzuii), gamo-ningi, gyem, iguta, izora, janji, jere, kudu-camo, lemoro, lere, sanga, shau, ziriya;
b2. Jere (1): sheni,
b3. Kauru (13): bina, dungu, gbiri-niragu,  kaivi, kinuku, kono, kurama, mala, ruma, shuwa-zamani, surubu, tumi, vono,
Panawa, Nigerija
c. Piti-Atsam (2): atsam, piti.